# Busy Signal
Busy Signal (nascido como Glendale Goshia Gordon em 24 de janeiro de 1979), também conhecido por seu outro nome artístico Reanno Devon Gordon é um artista de dancehall e reggae da Jamaica. Foi ranqueado pelo Reggae Music Again da BBC Music como o 7º na lista de 25 melhores álbuns de 2012.
Busy Signal participou do álbum de No Doubt Push and Shove, colaborando com a banda e a equipe de produção de Major Lazer na faixa título. Ele também aparece no segundo álbum de Major Lazer, Free the Universe, na faixa "Watch Out For This (Bumaye)", um sucesso na Europa.
Em 2014, sua canção "Kingston Town" e a canção "Loyals", uma regravação por Demarco de "Royals", de Lorde, da qual participou como convidado, foram incluídas na trilha sonora da versão aprimorada do jogo Grand Theft Auto V, para PlayStation 4, Xbox One e PC, mais precisamente na rádio The Blue Ark.

## Discografia

### Álbuns
- 2005: Step Out
- 2008: Loaded

### Singles

#### Solo
- 2005: "Step Out"
- 2008: "Tic Toc"
- 2010: "One More Night/Night Shift"
- 2012: "Come Shock Out"
- 2013: "Why I Sing"
- 2013: "Danger Zone"
- 2014: "Professionally"
- 2014: "Sport Day"
- 2014: "Money Flow" (com Eek-A-Mouse)

#### Como convidado
| Ano  | Título                                                                               | Melhor posição nas paradas | Melhor posição nas paradas | Melhor posição nas paradas | Melhor posição nas paradas | Melhor posição nas paradas | Melhor posição nas paradas | Melhor posição nas paradas | Melhor posição nas paradas | Álbum                               |
| Ano  | Título                                                                               | AUT                        | BEL (Vl)                   | BEL (Wa)                   | DEN                        | FRA                        | NL                         | SWE                        | SWI                        | Álbum                               |
| ---- | ------------------------------------------------------------------------------------ | -------------------------- | -------------------------- | -------------------------- | -------------------------- | -------------------------- | -------------------------- | -------------------------- | -------------------------- | ----------------------------------- |
| 2012 | "Push and Shove" (No Doubt com Busy Signal e Major Lazer)                            | —                          | —                          | —                          | —                          | —                          | —                          | —                          | —                          | No Doubt album Push and Shove       |
| 2013 | "Watch Out for This (Bumaye)" (Major Lazer com Busy Signal, The Flexican e FS Green) | 40                         | 5                          | 8                          | 14                         | 4                          | 7                          | 45                         | 23                         | Major Lazer album Free the Universe |